# Max Beeger
Max Beeger, eigentlich Maximilian Beeger und mit Familiennamen je nach Land auch Beger, Bégeer, Beguer oder Béguère (geboren 16. Februar 1821 in Ukermünde; gestorben 29. Dezember 1858 in Berlin) war ein deutscher Maler, Zeichner, Radierer, Lithograf und Herausgeber. Er schuf Porträts und Landschaftsbilder und setzte insbesondere maritime Motive in Szene. Seine Künstlersignatur setzte er aus den Buchstaben Bgr zusammen.

## Leben und Werk

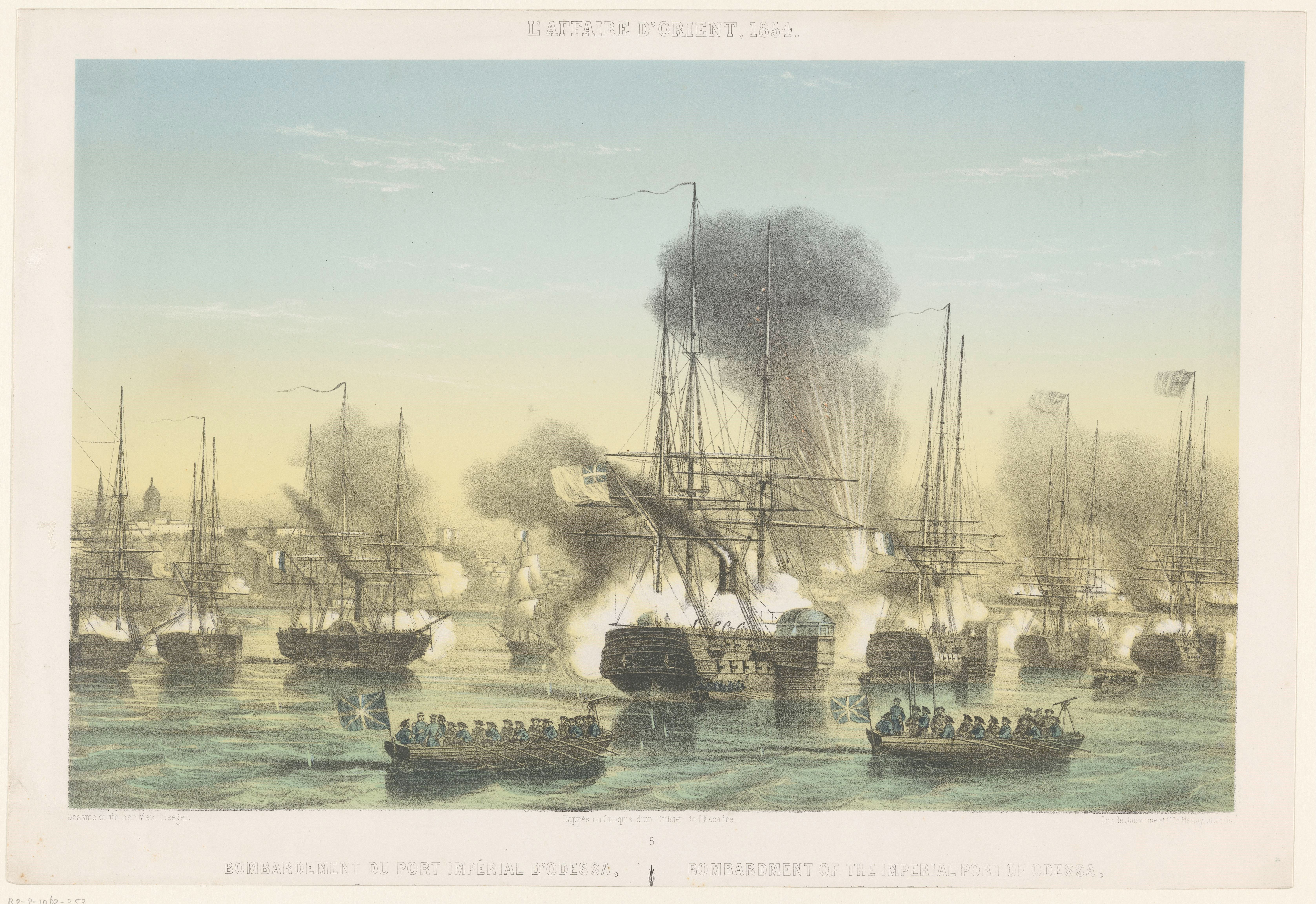
Das Bombardement des kaiserlichen Hafens Odessa im Jahr 1854, Blatt 8;
nach Skizze eines Geschwader-Offiziers gemalt und lithografiert von Beeger, mehrsprachig untertitelt, Druck: Jacomme et Dufat, Paris; Rijksmuseum Amsterdam

Beeger war Sohn des kriegserfahrenen, in Ueckermünde tätigen Königlich Preußischen Postmeisters und ehemaligen Premier-Lieutenants Friedrich Wilhelm Beeger, dessen „Merkwürdige Lebensgeschichte“ 1850 veröffentlicht wurde und Aufnahme beispielsweise in die Königliche Bibliothek von Georg V. von Hannover fand. Beegers Vater war mehrfach verheiratet und verlor auch von seinen zahlreichen Kindern etliche durch deren frühen Tod.
Seinen ersten Unterricht erhielt Beeger in seiner Heimatstadt und anschließend in Anklam, um dann bis zu seinem 14. Lebensjahr in Berlin das Joachimsthalsche Gymnasium zu besuchen. Anschließend nahm ihn sein Vater zu sich zurück mit dem Wunsch, ihn zum Soldaten, keinesfalls zum Künstler erziehen zu lassen. Doch unter dem Einfluss von seinem Privatlehrer Bruck, der in seiner Freizeit Miniaturbilder auf Elfenbein malte, begann der junge Beeger zu zeichnen; zunächst „das Profil eines alten Briefträgers.“ Vom Vater auf die Universität Greifswald geschickt, porträtierte Beeger dort mehr als dass er studierte, trotz vielfacher schriftlicher Ermahnungen seines Vaters. Schließlich gab dieser nach und brachte seinen Sohn persönlich nach Berlin, wo dieser dann als Maximilian Beeger das Königliche Lithographische Institut besuchen konnte, zumal er nach Vorlage einer Skizze durch ein vom preußischen König Friedrich Wilhelm IV. gewährtes Stipendium mit monatlich 15 Thaler gefördert wurde. Beeinflusst durch verschiedene Besuche in der Preußischen Akademie der Kunste und den Ateliers von Wilhelm Wach und Julius Schrader, schuf Beegers zunächst Porträts. Gegen Ende seiner Studienzeit galt  er als „einer der geschicktesten Künstler Berlins“ für lithografische Werke. Zu seinen frühen Arbeiten zählt ein im Oktober 1838 für Subskribenten in zwei Versionen erhältliches Kunstblatt, das er von einem 1807 datierten Original-Gemälde mit dem Bildnis des Stralsunder Majors Ferdinand von Schill nachzeichnete und lithografierte.
Später verlegte Beeger seinen künstlerischen Schwerpunkt auf Landschaften und insbesondere die Marinemalerei, in der er trotz der beschränkten Ausdrucksmöglichkeiten der Lithografie neben den Bewegungen des Wassers und der Wolken im Himmel besondere Lichtwirkungen erzeugen konnte.
1849 übersiedelte er nach Paris, wo ihn die Franzosen aufgrund „der Leichtigkeit seiner Manieren“ bald als einen ihrer Landsleute ansahen.
Zu den international bedeutendsten Arbeiten des Künstlers zählt das großformatige und in Paris bei Jacomme et Cie im Zuge des Krimkrieges erschienene, von Beeger gezeichnete und lithografierte Bild von der Belagerung von Sewastopol mit der Darstellung vom 14. November 1854, als ein Orkan die französischen Kriegsschiffe Henri und Pluton in der Bucht von Eupatoria an Land warf und die Schiffbrüchigen von Kosaken angegriffen wurden.
In Paris, wo Beeger auch als Herausgeber wirkte, erkrankte er aufgrund seines hohen Arbeitspensum jedoch so sehr, dass er gegen Ende 1855 in das Umland von Stralsund zurückkehrte, wo er sich, abgeschieden vom Lärm der Stadt und aufgrund der Landluft, in einem kleinen Bekanntenkreis erholen konnte.
Im Sommer 1856 bereiste er Dänemark, Schweden und Norwegen, von wo er im Dezember des Jahres nach Berlin zurückkehrte. Dort überarbeitete er sich jedoch wiederum, dass er auf ärztlichen Rat hin ab Oktober 1858 eine Erholungsreise nach Madeira für das Frühjahr des Folgejahres plante. Wohl zu spät – nach seinem unerwartet plötzlichen Tod Ende 1858 wurde er auf dem Kirchhof der Berliner Sophiengemeinde beigesetzt.

## Verlage, Ausstellungsorte und Kunsthändler

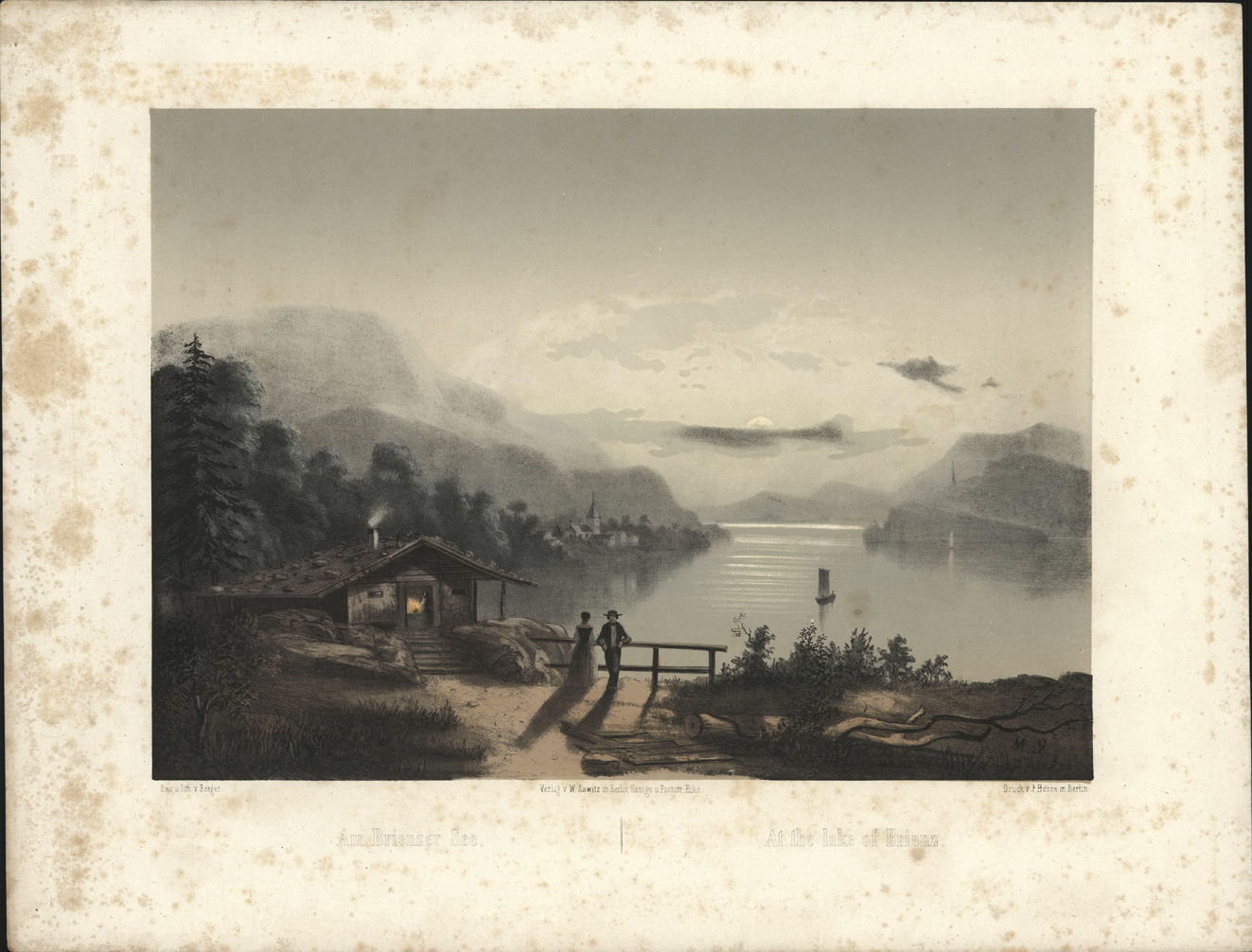
„Am Brienzer See“;
Verlag W. Zawitz; Druck bei J. Hesse, Berlin; Amsterdam Museum

Beegers Radierungen erschienenen in Berlin beispielsweise im Verlag von Wilhelm Zawitz, aber auch in London und New York. Mitte des 19. Jahrhunderts hingen Werke von ihm beispielsweise im Berliner Hotel de Brandebourg, darunter die Stubbenkammer auf Rügen. Beegers Arbeiten waren insbesondere im Kunsthandel von Wilh. Haase erhältlich.